# Morzeszczyn
Morzeszczyn (ted. Morroschin, dal 1942 al 1945 Leutmannsdorf) è un comune rurale polacco del distretto di Tczew, nel voivodato della Pomerania.
Ricopre una superficie di 91,22 km² e nel 2004 contava 3 792 abitanti.